# Fausto Brizzi
Pour les articles homonymes, voir Brizzi.
Fausto Brizzi, né le 15 novembre 1968 à Rome dans la région du Latium en Italie, est un réalisateur, producteur, scénariste, acteur et romancier italien. Il est notamment connu en Italie pour ses nombreuses comédies dont il signe les scénarios, ainsi que pour son travail de romancier.

## Biographie
Fausto Brizzi suit les cours du Centro sperimentale di cinematografia à Rome. Après diverses expériences dans l'univers du théâtre, il vient à l'écriture de scénario pour le cinéma et la télévision.
Dès le début de sa carrière, il travaille régulièrement avec Marco Martani. Ils écrivent notamment au cours des années 2000 une série de films du genre du ciné-panettone, des comédies de Noël qui sont principalement réalisés par Neri Parenti et produit par Aurelio De Laurentiis. Ils signent également ensemble quelques téléfilms et séries télévisées pour la Rai et Italia 1.
En 2006, il réalise son premier film, la comédie Notte prima degli esami. Succès critique et commercial à sa sortie en Italie, ce film apporte une nouvelle notoriété à Brizzi qui reçoit notamment pour ce travail le David di Donatello du meilleur réalisateur débutant. Le film connaît par la suite plusieurs adaptations. D'abord publié en roman puis adapté en bande-dessinée, il connaît une suite avec le film Notte prima degli esami – Oggi, dont la réalisation est toujours assurée par Brizzi. En 2007, le réalisateur Frédéric Berthe réalise un remake français de l'histoire originale sous le titre Nos 18 ans. En 2011, les personnages du film sont repris et transposés de l'année 1989 à 1982 dans la mini-série Notte prima degli esami '82.
Il participe en 2007 à l'écriture du scénario du film Béton armé, aidé par le romancier Luca Poldelmengo et par Martani, dont c'est le premier film comme réalisateur.
Il signe un retour remarqué en 2009 avec une nouvelle comédie, Ex, qui est à nouveau plébiscité par la critique et le public italien. Il est également salué pour son travail de scénariste sur le film Oggi sposi de Luca Lucini. Avec Martani, il participe à la naissance de la maison de production Wildside (it), née de la fusion des sociétés Wilder de Lorenzo Mieli (it) et Offside de Mario Gianani et Saverio Costanzo. Grâce au succès du film La Solitude des nombres premiers (La solitudine dei numeri primi) de Costanzo, la société est dès le début une réussite. Elle est depuis partie prenante des films de Brizzi et Costanzo.
En 2010, il signe une troisième comédie, Garçons contre filles (Maschi contro femmine), puis réalise sa suite Femmine contro maschi l'année suivante. Il participe à l'écriture du scénario de la première comédie réalisé par Massimiliano Bruno, Nessuno mi può giudicare, avant de réaliser Com'è bello far l'amore, une comédie romantique en 3D, avec Fabio De Luigi, Claudia Gerini, Filippo Timi et Giorgia Würth (it) dans les rôles principaux.
Il débute en 2013 une carrière d'écrivain en publiant Les beignets d'Oscar : ou mes 100 jours de bonheur (Cento giorni di felicità), son premier roman. Il réalise la même année une nouvelle comédie romantique, Pazze di me, qui l'adaptation du roman éponyme de Federica Bosco (it). En 2016, il signe deux nouvelles comédies, Forever Young et Poveri ma ricchi, puis sa suite en 2017, Poveri ma ricchissimi, suivi en 2019 de Modalità aereo et d'une adaptation de son roman Aimer trois fois par jour (Se mi vuoi bene) au cinéma, travail qui donne la comédie Se mi vuoi bene.
En 2014, il épouse l'actrice Claudia Zanella (it), qu'il a dirigé dans les films Pazze di me en 2013 et Forever Young en 2016 et avec qui il a eu une fille la même année. En novembre 2017, il est accusé de harcèlement sexuel, mais les accusations sont abandonnées en janvier 2019. Le couple est depuis séparé.

## Filmographie

### Comme réalisateur

#### Au cinéma
- 2006 : Notte prima degli esami
- 2007 : Notte prima degli esami - Oggi (it)
- 2009 : Ex
- 2010 : Garçons contre filles (Maschi contro femmine)
- 2011 : Femmine contro maschi (it)
- 2012 : Com'è bello far l'amore
- 2013 : Pazze di me (it)
- 2013 : Indovina chi viene a Natale? (it)
- 2016 : Forever Young (it)
- 2016 : Pauvre mais riche (it) (Poveri ma ricchi)
- 2017 : Poveri ma ricchissimi (it)
- 2019 : Modalità aereo (it)
- 2019 : Se mi vuoi bene (it)
- 2020 : La mia banda suona il pop (it)
- 2022 : Bla Bla Baby (it)
- 2023 : Da grandi (it)

#### Clips musicaux
- 2010 : Maschi contre Femmine de Francesco Baccini
- 2010 : Vuoto a perdere de Noemi

### Comme scénariste

#### Au cinéma
- 1999 : Tifosi (it) de Neri Parenti
- 2000 : Body Guards - Guardie del corpo (it) de Neri Parenti
- 2001 : Merry Christmas (it) de Neri Parenti
- 2002 : Natale sul Nilo (it) de Neri Parenti
- 2003 : Natale in India (it) de Neri Parenti
- 2004 : Christmas in Love de Neri Parenti
- 2005 : Natale a Miami de Neri Parenti
- 2005 : The Clan de Christian De Sica
- 2006 : Natale a New York de Neri Parenti
- 2006 : Notte prima degli esami de Fausto Brizzi
- 2007 : Notte prima degli esami - Oggi de Fausto Brizzi
- 2007 : Béton armé (Cemento armato) de Marco Martani
- 2007 : Natale in crociera de Neri Parenti
- 2008 : Questa notte è ancora nostra de Paolo Genovese et Luca Miniero
- 2008 : Natale a Rio (it) de Neri Parenti
- 2009 : Ex de Fausto Brizzi
- 2009 : Oggi sposi de Luca Lucini
- 2010 : Garçons contre filles (Maschi contro femmine) de Fausto Brizzi
- 2011 : Femmine contro maschi de Fausto Brizzi
- 2011 : Amici miei - Come tutto ebbe inizio de Neri Parenti
- 2011 : Box Office 3D d'Ezio Greggio
- 2011 : Ex – Amici come prima ! de Carlo Vanzina
- 2011 : Nessuno mi può giudicare de Massimiliano Bruno
- 2012 : Com'è bello far l'amore de Fausto Brizzi
- 2012 : 10 regole per fare innamorare de Cristiano Bortone
- 2013 : Pazze di me de Fausto Brizzi
- 2013 : Indovina chi viene a Natale? de Fausto Brizzi
- 2016 : Forever Young de Fausto Brizzi
- 2016 : Poveri ma ricchi de Fausto Brizzi
- 2017 : Poveri ma ricchissimi de Fausto Brizzi
- 2018 : Amici come prima de Christian De Sica
- 2019 : Modalità aereo de Fausto Brizzi
- 2019 : Se mi vuoi bene de Fausto Brizzi
- 2020 : La mia banda suona il pop de Fausto Brizzi

### À la télévision

#### Mini-séries et téléfilms
- 1998 : Lui e lei de Luciano Manuzzi
- 1998 : Tutti gli uomini sono uguali d'Alessandro Capone
- 1999 : Baldini e Simoni de Stefano Sarcinelli
- 1999 : Lezioni di guai de Stefano Bambini et Sandro De Santis
- 2000 : Sei forte, Maestro d'Ugo Fabrizio Giordani et Alberto Manni
- 2000 : Valeria medico legale, saison un, épisode Omicidio in diretta
- 2001 : Non ho l'età de Giulio Base
- 2001 : Onora il padre de Gianpaolo Tescari
- 2002 : Non ho l'età 2 de Giulio Base
- 2004 : Benedetti dal Signore de Francesco Massaro
- 2004 : O la va, o la spacca de Francesco Massaro
- 2005 : Il mio amico Babbo Natale de Franco Amurri
- 2007 : Due imbroglioni e... mezzo! de Franco Amurri
- 2010 : Agata e Ulisse de Maurizio Nichetti
- 2011 : Notte prima degli esami '82
- 2011 : Un Natale x 2 de Giambattista Avellino (it)

### Comme producteur
- 2011 : Boris – Il film de Giacomo Ciarrapico, Mattia Torre et Luca Vendruscolo
- 2012 : Moi et toi (Io e te) de Bernardo Bertolucci
- 2013 : La mafia tue seulement en été (La mafia uccide solo d'estate) de Pierfrancesco Diliberto
- 2014 : Ogni maledetto Natale de Giacomo Ciarrapico, Mattia Torre et Luca Vendruscolo
- 2016 : Bienvenue en Sicile (In guerra per amore) de Pierfrancesco Diliberto
- 2017 : Mamma o papà? de Riccardo Milani
- 2017 : Questione di karma d'Edoardo Falcone

### Comme acteur
- 2008 : Capitan Basilico de Massimo Morini
- 2011 : Dark Resurrection - Volume 0 d'Angelo Licata
- 2013 : Indovina chi viene a Natale? de Fausto Brizzi

## Œuvre littéraire

### Romans
- Cento giorni di felicità (2013)

- traduit en français sous le titre Les beignets d'Oscar : ou mes 100 jours de bonheur par Marianne Audouard, Paris, Fleuve Éditions, 2015, 397 p.  (ISBN 978-2-265-09867-1)
- Se mi vuoi bene (2015)

- traduit en français sous le titre Aimer trois fois par jour par Jean-Luc Defromont, Paris, Fleuve Éditions, 2016, 296 p.  (ISBN 978-2-265-11563-7)
- Ho sposato una vegana (Una storia vera, purtroppo) (2016)

- traduit en français sous le titre J'ai épousé une végane :  une histoire vraie, hélas ! par Jean-Luc Defromont, Paris, Fleuve Éditions, 2017, 160 p.  (ISBN 978-2-265-11671-9)
- Se prima eravamo in due (2017)

### Nouvelles
- Notte prima degli esami (2006)
- Notte prima degli esami – oggi (2007)
- Il manuale degli Ex (2009)
- Maschi contro femmine (2010)

## Récompenses et distinctions
- David di Donatello du meilleur réalisateur débutant en 2006 pour Notte prima degli esami.
- Nomination au David di Donatello du meilleur scénario en 2006 pour Notte prima degli esami.
- Amilcar du public en 2006 pour Notte prima degli esami.
- Ciak d'oro de la meilleure première œuvre en 2006 pour Notte prima degli esami.
- Telegatto du meilleur film en 2007 pour Notte prima degli esami.
- Ruban d'argent spécial en 2007.
- Telegatto du meilleur film en 2008 pour Ex.
- Ruban d'argent de la meilleure comédie en 2009 pour Ex.
- Nomination au David di Donatello du meilleur réalisateur en 2009 pour Ex.
- Nomination au David di Donatello du meilleur scénario en 2009 pour Ex.
- Nomination au David di Donatello du meilleur film en 2009 pour Ex.
- Nomination au Ruban d'argent du meilleur scénario en 2009 pour Ex.
- Nomination au Ruban d'argent de la meilleure comédie en 2011 pour Garçons contre filles et Femmine contro maschi.
- Nomination au Ruban d'argent du meilleur scénario en 2011 pour Nessuno mi può giudicare.